# Zorotypus hamiltoni
Zorotypus hamiltoni är en jordlusart som beskrevs av Tim R. New 1978. Zorotypus hamiltoni ingår i släktet Zorotypus och familjen Zorotypidae. Inga underarter finns listade i Catalogue of Life.